# Josh Broecker
Josh Broecker (* 1. Februar 1963 in Wuppertal) ist ein deutscher Regisseur und Drehbuchautor.

## Leben
Broecker wurde in Wuppertal geboren und ist dort aufgewachsen. Nach einem Studium der Rechtswissenschaften an der Universität Bonn entschied er sich, seine berufliche Laufbahn grundlegend zu ändern und in die Filmbranche einzusteigen. Er ging zur National Film and Television School bei London, absolvierte Drehbuch-Seminare in New York. Nach verschiedenen Kurzfilmen und Werbespots gab Broecker sein Debüt als Regisseur in der 1999 erschienenen Fernsehkomödie No Sex.
Broecker lebt in Hamburg. Er ist Mitglied im Bundesverband Regie (BVR).

## Filmografie (Auswahl)
- 1999: No Sex
- 2002: Ein Millionär zum Frühstück
- 2003: Affäre zu dritt
- 2003: Schwer verknallt
- 2005: Die Braut von der Tankstelle
- 2005: Stürmisch verliebt
- 2006: Die Pferdeinsel
- 2006: Hunde haben kurze Beine
- 2007: Das 100 Millionen Dollar Date
- 2009: Die Freundin der Tochter
- 2009: Der Typ, 13 Kinder & ich
- 2010: Scheidung für Fortgeschrittene
- 2010: Die Zeit der Kraniche
- 2011: Marie Brand und der Moment des Todes
- 2011: Nord Nord Mord
- 2011: Marie Brand und die falsche Frau
- 2011: Stadtgeflüster – Sex nach Fünf
- 2012: Tatort: Tödliche Häppchen
- 2013: Der große Schwindel (2013, Deutschland)
- 2014: Marie Brand und das Mädchen im Ring
- 2015: Verliebt, verlobt, vertauscht
- 2015: Meine allerschlimmste Freundin
- 2017: Marie Brand und der Liebesmord
- 2017: Eltern allein zu Haus (Fernseh-Minireihe)
  - 2017: Die Schröders (Film 1)
  - 2017: Die Winters (Film 2)
  - 2017: Frau Busche (Film 3)
- 2019: Camping mit Herz
- 2019: Mordshunger – Verbrechen und andere Delikatessen – Wie ein Ei dem anderen
- 2020: Fritzie – Der Himmel muss warten
- 2023: Klara Sonntag – Erste Liebe